# Mali skovik
Mali skovik (znanstveno ime Glaucidium passerinum) je dnevno-nočna ptica iz družine sov.

## Opis
Mali skovik je majhna sova, le malce večja od domačega vrabca (telesna dolžina med 15 in 17 cm). Ima majhno, plosko glavo in nepremično vsajene velike, rumene oči. Kadar je razburjen utripa z repom. Med parjenjem se samec oglaša s klicom kuvit ter žvižganjem, ki nekoliko spominja na oglašanje kalina.
Po zgornji strani telesa je mali skovik rjave barve z belimi pikami, po trebuhu pa bele barve z rjavimi lisami.

## Razširjenost
Mali skovik živi v gorskih iglastih gozdovih, razširjen pa je od zahodne Skandinavije in Alp preko osrednje Azije do vzhodne Sibirije.
Hrani se predvsem z majšimi pticami do lastne velikosti ter z manjšimi glodalci in večjimi žuželkami, ki jih lovi predvsem podnevi in v mraku, le redko pa lovi ponoči.
Gnezdi enkrat letno od aprila do maja v gnezdih, ki si jih uredi v drevesnih duplih, največkrat v opuščenih gnezdih žoln.